# Garcelles-Secqueville

Garcelles-Secqueville este o comună în departamentul Calvados, Franța. În 1 ianuarie 2018 avea o populație de 944 de locuitori.